# Harmatta János

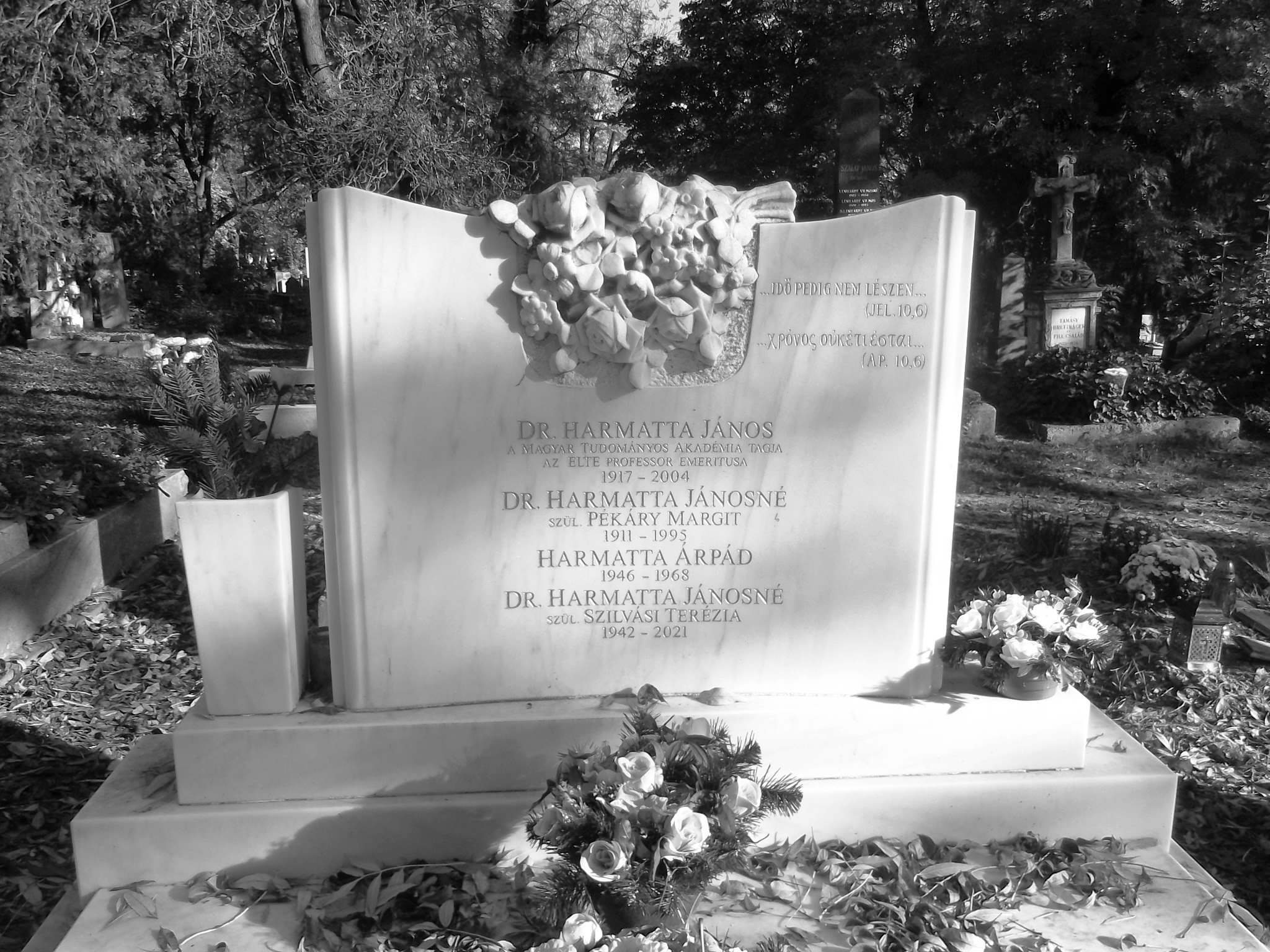
Harmatta János sírja a Farkasréti Temetőben

Harmatta János (Hódmezővásárhely, 1917. október 2. – Budapest, 2004. július 24.) Széchenyi-díjas klasszika-filológus, nyelvész, az MTA rendes tagja. A magyar nyelv iráni eredetű szavainak területén alapvető fontosságú feltáró és rendszerező munkát végzett.

## Pályája
- Az MTA Nyelv- és Irodalomtudományi Osztályának 1970-től volt a tagja, 1973–1986-ig pedig elnökhelyettese.
- 1940-ben szerzett magyar–latin–görög szakos diplomát
- 1952-től az ELTE  Indoeurópai Nyelvtudományi Tanszék tanára
- Tudományos tevékenysége a finnugor nyelvészettől az ókortudományon keresztül az orientalisztikáig, azon belül is az iranisztikáig és az indológiáig terjedt.

Harmatta János nyughelye Farkasréti Temető 8-1-A/0/1/47-48 számú sírhely.

## Díjai
- Akadémiai Díj (1965)
- Széchenyi-díj (1990) – Tudományos életművéért, hazai és nemzetközi tudományszervezési munkásságáért.
- Akadémiai Aranyérem (2003)

## Művei
- Forrástanulmányok Herodotos Skythika-jához (1941)
- Studies on the History of the Sarmatians (1950)
- Studies in the language of the Iranian tribes in South Russia (1951)
- A hun birodalom felbomlása (1952)
- Párducz Mihály: A szarmatakor emlékei Magyarországon I-III. (1953)
- Egy finnugor nép az antik irodalmi hagyományban (Akadémia Kiadó, 1954)
- R. Ghirshman: Studies in the sources on the history of Pre-Islamic Central Asia szerk. Harmatta J. (1979)
- Prolegomena to the sources on the history of Pre-Islamic Central Asia. szerk.  Harmatta J. (1979)
- From Hecataeus to al-Ḫuwārizmī : Bactrian, Pahlavi, Sogdian, Persian, Sanskrit, Syriac, Arabic, Chinese, Greek and Latin sources for the history of Pre-Islamic Central Asia. (szerk.) Collection of the sources on the history of Pre-Islamic Central Asia. Series 1. (3). Akadémiai Kiadó, Budapest, 1984.
- Előszó az Attila és hunjai (Szerk.: Németh Gyula, 1940) c. mű hasonmás kiadásához (1986)
- From Alexander the Great to Kül Tegin. Studies in Bactrian, Pahlavi, Sanskrit, Arabic, Aramaic, Armenian, Chinese, Türk, Greek and Latin sources for the history of pre-Islamic Central Asia. (szerk.) Collection of the sources on the history of Pre-Islamic Central Asia. Series 1 (4). Akadémiai Kiadó, Budapest, 1990.
- Harmatta János (szerk.): Ókori keleti történeti chrestomathia Bp. 2003.(Osiris Kiadó)
- Ferenczy Endre: Az ókori Róma története: (egyetemi tankönyv), szerk. Harmatta János 5. kiadás 2006